# Mistrovství Evropy ve volejbale žen 1950
2. mistrovství Evropy ve volejbale žen proběhlo v dnech 14. – 23. října v Sofii v Bulharsku.
Turnaje se zúčastnilo šest družstev. Hrálo systémem každý s každým. Mistrem Evropy se stalo družstvo Sovětského svazu.

## Výsledky a tabulka
|    |           | URS | POL | TCH | BUL | ROM | HUN | V | P | Skóre | B  |
| 1. | SSSR      | *** | 3:0 | 3:0 | 3:0 | 3:0 | 3:0 | 5 | 0 | 15:0  | 10 |
| 2. | Polsko    | 0:3 | *** | 3:1 | 3:0 | 3:0 | 3:0 | 4 | 1 | 12:4  | 9  |
| 3. | ČSR       | 0:3 | 1:3 | *** | 3:0 | 3:0 | 3:0 | 3 | 2 | 10:6  | 8  |
| 4. | Bulharsko | 0:3 | 0:3 | 0:3 | *** | 3:1 | 3:1 | 2 | 3 | 6:11  | 7  |
| 5. | Rumunsko  | 0:3 | 0:3 | 0:3 | 1:3 | *** | 3:2 | 1 | 4 | 4:14  | 6  |
| 6. | Maďarsko  | 0:3 | 0:3 | 0:3 | 1:3 | 2:3 | *** | 0 | 5 | 3:15  | 5  |

 Polsko -  Bulharsko 3:0 (12, 7, 7,)
14. října 1950 - Sofie
 Československo -  Maďarsko 3:0 (7, 11, 3)
15. října 1950 - Sofie
 SSSR -  Rumunsko 3:0 (3, 0, 3,)
15. října 1950 - Sofie
 Polsko -  Československo 3:1 (9, 3, -12, 15)
16. října 1950 - Sofie
 SSSR -  Maďarsko 3:0 (6, 7, 4)
16. října 1950 - Sofie
 Bulharsko -  Rumunsko 3:1 (-9, 9, 8, 8)
17. října 1950 - Sofie
 Československo -  Bulharsko 3:0 (7, 13, 3)
18. října 1950 - Sofie
 Rumunsko -  Maďarsko 3:2 (8, -12, -12, 4, 9)
18. října 1950 - Sofie
 SSSR -  Polsko 3:0 (5, 2, 14)
19. října 1950 - Sofie
 Polsko -  Rumunsko 3:0 (10, 6, 8)
20. října 1950 - Sofie
 Bulharsko -  Maďarsko 3:1 (-13, 16, 9, 7)
20. října 1950 - Sofie
 SSSR -  Československo 3:0 (11, 5, 8)
21. října 1950 - Sofie
 Československo -  Rumunsko 3:0 (6, 9, 11)
22. října 1950 - Sofie
 SSSR -  Bulharsko 3:0 (1, 3, 2)
22. října 1950 - Sofie
 Polsko -  Maďarsko 3:0 (6, 5, 5)
22. října 1950 - Sofie

## Soupisky
1.  SSSR
| - Alexandra Čudinová - Militija Kononová - Serafima Kungjerenková - Sinaida Kuzkinová - Valentina Kvasenjinniková | - Vera Oserovová - Tamara Petrovová - Iraida Sedovová - Sinaida Smoljaninová | - Slata Starovojtová - Valentina Sviridová - Marija Toporková - Alexandra Čarovová |

2.  Polsko
| - Maria Brzesniowska - Aleksandra English - Romualda Gruszczynska | - Aleksandra Kubiakowna - Maria Pogorzelska - Emilia Szczawinska | - Halina Tomaszewska - Zofia Wojewodzka - Miroslawa Zakrzewska |

3.  Československo
| - Jindřiška Holá - Soňa Buriánová - Zdenka Černá - Božena Cígrová | - Libuše Houdková - Milena Krimlová - Lenka Kučerová | - Jiřina Mirovická - Jarmila Vojnarová - Zdenka Zapatilková |